# Emiliano Gómez
Emiliano Gómez (Rivera, Uruguay; 18 de septiembre de 2001) es un futbolista uruguayo. Juega de mediapunta y actualmente se encuentra en el Club Puebla, de la Primera División de México.

## Trayectoria
Nacido en Rivera, Gómez comenzó su carrera en el Defensor Sporting y el C. A. Boston River.
El 31 de enero de 2020, se unió al U. S. Sassuolo a préstamo. El 11 de septiembre fue enviado a préstamo al Albacete de la Segunda División de España.
En julio de 2022, regresó a Uruguay a jugar por el Boston River.
A raíz de las buenas actuaciones, amediados de julio de 2024 es pretendido por los grandes del continente como Estudiantes de Argentina y Fluminense de Brasil.
Al no concretarse su fichaje por alguno de los clubes mencionado, Emiliano llegó al Club Puebla para el torneo Apertura 2024 siendo pieza clave para el equipo. A lo largo de los dos torneos que ha disputado el jugador es pieza importante para el equipo del entrenador argentino Pablo Guede.

## Selección nacional
En septiembre de 2021, fue convocado a la selección sub-20 de Uruguay.

## Estadísticas

### Clubes
Actualizado hasta su último partido disputado el 19 de abril de 2025.
| Club                         | Div.          | Temporada     | Liga  | Liga  | Liga   | Copas nacionales | Copas nacionales | Copas nacionales | Torneos internacionales | Torneos internacionales | Torneos internacionales | Total | Total | Total  |
| Club                         | Div.          | Temporada     | Part. | Goles | Asist. | Part.            | Goles            | Asist.           | Part.                   | Goles                   | Asist.                  | Part. | Goles | Asist. |
| ---------------------------- | ------------- | ------------- | ----- | ----- | ------ | ---------------- | ---------------- | ---------------- | ----------------------- | ----------------------- | ----------------------- | ----- | ----- | ------ |
| Defensor Sporting · Uruguay  | 1.ª           | 2018          | 14    | 0     | 0      | —                | —                | —                | 2                       | 0                       | 0                       | 16    | 0     | 0      |
| Defensor Sporting · Uruguay  | 1.ª           | 2019          | 8     | 0     | 1      | —                | —                | —                | —                       | —                       | —                       | 8     | 0     | 1      |
| Defensor Sporting · Uruguay  | Total club    | Total club    | 22    | 0     | 1      | 0                | 0                | 0                | 2                       | 0                       | 0                       | 24    | 0     | 1      |
| Albacete Balompié · España   | 2.ª           | 2020-21       | 4     | 1     | 0      | 1                | 0                | 0                | —                       | —                       | —                       | 5     | 1     | 0      |
| Albacete Balompié · España   | 3.ª           | 2021-22       | 18    | 1     | 0      | 2                | 0                | 0                | —                       | —                       | —                       | 20    | 1     | 0      |
| Albacete Balompié · España   | Total club    | Total club    | 22    | 2     | 0      | 3                | 0                | 0                | 0                       | 0                       | 0                       | 25    | 2     | 0      |
| C. A. Boston River · Uruguay | 1.ª           | 2022          | 13    | 1     | 0      | 2                | 1                | 0                | —                       | —                       | —                       | 15    | 2     | 0      |
| C. A. Boston River · Uruguay | 1.ª           | 2023          | 26    | 8     | 2      | 1                | 0                | 0                | 3                       | 1                       | 0                       | 30    | 9     | 2      |
| C. A. Boston River · Uruguay | 1.ª           | 2024          | 21    | 10    | 1      | —                | —                | —                | —                       | —                       | —                       | 21    | 10    | 1      |
| C. A. Boston River · Uruguay | Total club    | Total club    | 60    | 19    | 3      | 3                | 1                | 0                | 3                       | 1                       | 0                       | 66    | 21    | 3      |
| Club Puebla · México         | 1.ª           | 2024-25       | 26    | 5     | 1      | —                | —                | —                | —                       | —                       | —                       | 26    | 5     | 1      |
| Club Puebla · México         | Total club    | Total club    | 26    | 5     | 1      | 0                | 0                | 0                | 0                       | 0                       | 0                       | 26    | 5     | 1      |
| Total carrera                | Total carrera | Total carrera | 130   | 26    | 5      | 6                | 1                | 0                | 5                       | 1                       | 0                       | 141   | 28    | 5      |
| 1. 2.                        |               |               |       |       |        |                  |                  |                  |                         |                         |                         |       |       |        |

### Selección nacional
Actualizado hasta su último partido disputado el 31 de mayo de 2024.
| Selección          | Año             | Amistosos | Amistosos | Amistosos | Eliminatorias | Eliminatorias | Eliminatorias | Continental | Continental | Continental | Mundial | Mundial | Mundial | Total | Total | Total  |
| Selección          | Año             | Part.     | Goles     | Asist.    | Part.         | Goles         | Asist.        | Part.       | Goles       | Asist.      | Part.   | Goles   | Asist.  | Part. | Goles | Asist. |
| ------------------ | --------------- | --------- | --------- | --------- | ------------- | ------------- | ------------- | ----------- | ----------- | ----------- | ------- | ------- | ------- | ----- | ----- | ------ |
| Sub-20 · Uruguay   | 2018            | 1         | 0         | 0         | —             | —             | —             | —           | —           | —           | —       | —       | —       | 1     | 0     | 0      |
| Sub-20 · Uruguay   | 2019            | 4         | 1         | 0         | —             | —             | —             | 5           | 1           | 0           | 2       | 0       | 1       | 11    | 2     | 1      |
| Sub-20 · Uruguay   | Total           | 5         | 1         | 0         | 0             | 0             | 0             | 5           | 1           | 0           | 2       | 0       | 1       | 12    | 2     | 1      |
| Absoluta · Uruguay | 2024            | 1         | 0         | 0         | —             | —             | —             | —           | —           | —           | —       | —       | —       | 1     | 0     | 0      |
| Absoluta · Uruguay | Total           | 1         | 0         | 0         | 0             | 0             | 0             | 0           | 0           | 0           | 0       | 0       | 0       | 1     | 0     | 0      |
| Total selección    | Total selección | 6         | 1         | 0         | 0             | 0             | 0             | 5           | 1           | 0           | 2       | 0       | 1       | 13    | 2     | 1      |
| 1. 2.              |                 |           |           |           |               |               |               |             |             |             |         |         |         |       |       |        |